# Cattenstedt
Cattenstedt là một đô thị thuộc huyện Harz, bang Sachsen-Anhalt, Đức. Đô thị Cattenstedt có diện tích 8,01 km², dân số thời điểm ngày 31 tháng 12 năm 2006 là 720 người.